# Michel Esdras Bernier
Pour les articles homonymes, voir Bernier.
Michel-Esdras Bernier (8 septembre 1841 - 27 juillet 1921) fut un Notaire, homme d'affaires  et homme politique fédéral du Québec.

## Biographie
Né à Saint-Hyacinthe dans le Canada-Est, M. Bernier entama sa carrière politique en devenant député du Parti libéral du Canada dans la circonscription de Saint-Hyacinthe en 1882. Réélu en 1887, 1891, 1896 et en 1900, il démissionna en 1904 pour devenir commissaire des chemins de fer du Canada. Durant sa carrière parlementaire, il est ministre du Revenu de 1900 à 1904. 